# Мікеле Теноре
Мікеле Теноре (італ. Michele Tenore, 1780–1861) — італійський ботанік, який працював у Неаполі, Італія.
Теноре навчався в Неаполітанському університеті, здобувши медичний ступінь у 1800 році. Потім він був другом ботаніків Доменіко Марії Леоне Чірілло (1739–1799) і Вінченцо Петанья (1734–1810), здійснив численні ботанічні екскурсії в Абруццо і, зокрема, в Маєллу, і давав приватні курси ботаніки. 1811 року він змінив Петанью на університетській кафедрі ботаніки.
Теноре сприяв створенню Ботанічного саду Неаполя, а в 1810 році став його директором. Він також був президентом Національної академії наук і шість разів був президентом Понтаніанської академії з 1830-х до 1850-х років.
У 1853 році він заснував премію Теноре, яку досі присуджує Понтаніанська академія.

## Вибрані публікації
- Catalogus plantarum Horti regii Neapolitani ad annum 1813 (лат.). Napoli: Angelo Trani. 1813.
- Tenore M., 1811-38 — Flora Napolitana. Napoli. 1-5. Stamperia Reale, Napoli. Tipografia del Giornale Enciclopedico, Napoli. Stamperia Francese, Napoli. Stamperia Francese, Napoli.
- Tenore M., 1832 — Memoria sulle peregrinazioni botaniche effettuate nella provincia di Napoli nella primavera del 1825 dal Cavaliere Michele Tenore colle indicazioni di alcune piante da aggiungersi alla Flora Napolitana e la descrizione di una specie di Ononis. Atti R. Accad. Scienze Cl. Fis. e St. Nat., 3: 49-88.
- Tenore M., 1843 — Rapporto intorno alle peregrinazioni de' soci ordinari M. Tenore e G. Gussone eseguite in Luglio 1834. Atti R. Accad. Scienze 5(1): 283-290. Napoli 1843 (in collab. con G. Gussone).
- Tenore M., 1843 — Osservazioni botaniche raccolte in un viaggio eseguito per diversi luoghi della provincia di Terra di Lavoro e di Abruzzo nell'està del 1834 dai soci Tenore e Gussone. Ibid.: 291-334, 1 tav. Napoli 1843 (In collab. con G. Gussone).
- Tenore M., 1846 — Osservazioni intorno all'Erbario Centrale di Firenze (23 settembre 1845). p. 852. Napoli 1846.
- Tenore M., 1856 — Una gita all'Isola d'Ischia. Lettera al Sig. N. N. Giornale "L'Iride" 1, n. 20 (estr. pp. 6) Napoli, Tip. Gazzette de' Tribunali ( 14x21.5).